# Patrick Estrade
Pour les articles homonymes, voir Estrade (homonymie).
 (août 2014).
Si vous disposez d'ouvrages ou d'articles de référence ou si vous connaissez des sites web de qualité traitant du thème abordé ici, merci de compléter l'article en donnant les références utiles à sa vérifiabilité et en les liant à la section « Notes et références ».
Patrick Estrade, né en 1948, est un pédagogue et psychologue français.
Professeur de français en République fédérale d'Allemagne et traducteur-interprète auprès du Gouvernement militaire de Berlin, il prône une approche (dans le domaine de l'éducation entre autres) se réclamant de la psychologie analytique de Carl Gustav Jung. Il est souvent classé[Par qui ?] parmi les pédagogues jungiens
Il a développé dans les années 1980 une approche autour de l'idée d'école de la vie et d'être allé jusqu'à envisager la réalisation d'une structure expérimentale.

## Biographie
Il a été formé à l'institut psychanalytique de Berlin.
Installé à Nice, il pratique la psychologie analytique en cabinet depuis plus de trente ans, donne des conférences et assure des formations dans plusieurs pays d'Europe. Au cours des dix dernières années, il a été invité à des émissions de radio et de télévision.
- Il donne régulièrement des conférences et des séminaires sur tous les grands thèmes du développement personnel : (éducation et famille, travail et milieu professionnel, communication relationnelle...)

Parallèlement à ce travail, il écrit des chroniques et participe à des articles pour diverses revues et magazines.
- Dans les années 1980, il a redynamisé l'idée d’école de la vie en fondant une association loi de 1901. Son but étant promouvoir les connaissances mises à jour par les diverses écoles de psychanalyse. Cette association organise des conférences et des groupes de réflexion.

- Il est l'auteur de plusieurs ouvrages traduits en plusieurs langues dont Comment je me suis débarrassé de moi-même (2004) et Ces souvenirs qui nous gouvernent, paru en 2006.

- Durant cette même période, il a centré son sujet de recherche sur la dynamique des relations interpersonnelles et des conflits (éthique de la proximité et de la distance). Se situant - selon ses propres mots - « au carrefour de la psychologie, de la philosophie et de la spiritualité », Patrick Estrade se définit comme un « passeur de valeurs ».

### Aux éditions Dangles
- Parents/enfants : pourquoi ça bloque ? (1996)
- Vous avez dit névrose? (1995)
- Bonjour l'ambiance : comment améliorer les relations humaines en milieu professionnel (1993)
- L'amour retrouvé (1991)
- Le couple retrouvé (1990)
- Vivre mieux : mode d'emploi (1989)
- Vivre sa vie: comprendre, décider, agir (1988)
- Être ou ne pas... (1988)

### Aux éditions Dervy
- Un reflet d'infini (2000)
- Pensées à mûrir, pensées à sourire (2002)

### Aux éditions Robert Laffont
- Comment je me suis débarrassé de moi-même (2004)
- Ces souvenirs qui nous gouvernent (2006)
- La Maison sur le divan (2009)
- Etre soi: et ne plus se faire tondre la laine sur le dos (mai 2017)

### Aux éditions Alpen
- Revivre après une séparation (2007)
- L'Amour est un objet d'art pas comme les autres (2007)

### Aux éditions Payot & Rivages
- Avoir un enfant (2015)